# Lentersdorf
Lentersdorf ist ein Gemeindeteil des Marktes Dietenhofen im Landkreis Ansbach (Mittelfranken, Bayern). Lentersdorf liegt in der Gemarkung Herpersdorf.

## Geografie
Der Weiler liegt im Biberttal. 0,5 km nördlich liegt das Reutsteigfeld, 0,5 km östlich das Waldgebiet Neuach, 0,5 km südlich das Jungholz. Durch den Ort verläuft die Kreisstraße AN 24, die nach Dietenhofen (3 km westlich) bzw. nach Münchzell zur Staatsstraße 2246 führt (1,7 km östlich).

## Geschichte
Der Ort wurde 1109 als „Lendrichsdorf“ erstmals urkundlich erwähnt. In dieser Urkunde wurde bestätigt, dass das Kollegialstift St. Jakob zu Bamberg dort eine Hube mit aller Nutzung besaß. 1249 wurde in einer Bulle des Papstes Innozenz IV. bestätigt, dass das Kloster Heilsbronn dort vier Anwesen erworben hat. Drei von den vier Heilsbronner Höfen verödeten während des Dreißigjährigen Krieges.
Gegen Ende des 18. Jahrhunderts gab es in Lentersdorf 5 Anwesen (3 Halbhöfe, 1 Häuslein, 1 Hirtenhaus). Das Hochgericht übte das brandenburg-bayreuthische Stadtvogteiamt Markt Erlbach aus. Die Dorf- und Gemeindeherrschaft und die Grundherrschaft über alle Anwesen hatte das Kastenamt Neuhof inne. Von 1797 bis 1810 unterstand der Ort dem Justizamt Markt Erlbach und Kammeramt Neuhof.
Im Jahre 1810 kam Lentersdorf zum Königreich Bayern. Im Rahmen des Gemeindeedikts wurde es dem 1811 gebildeten Steuerdistrikt Dietenhofen und der 1813 gebildeten Ruralgemeinde Seubersdorf zugeordnet. Mit dem Zweiten Gemeindeedikt (1818) erfolgte die Umgemeindung in die neu gebildete Ruralgemeinde Herpersdorf. Am 1. Januar 1970, also noch vor der Gebietsreform in Bayern, erfolgte die Eingemeindung nach Dietenhofen.
In Lentersdorf befinden sich drei von Vollerwerbslandwirten betriebene Höfe.

## Einwohnerentwicklung
| Jahr      | 001818 | 001840 | 001861 | 001871 | 001885 | 001900 | 001925 | 001950 | 001961 | 001970 | 001987 | 002005 | 002013 |
| Einwohner | 39     | 48     | 46     | 41     | 34     | 23     | 34     | 46     | 20     | 19     | 19     | 15     | 20     |
| Häuser    | 6      | 6      |        |        | 6      | 6      | 3      | 3      | 3      |        | 3      |        |        |
| Quelle    | [ 12 ] | [ 13 ] | [ 14 ] | [ 15 ] | [ 16 ] | [ 17 ] | [ 18 ] | [ 19 ] | [ 20 ] | [ 21 ] | [ 22 ] | [ 23 ] | [ 1 ]  |

## Religion
Der Ort ist seit der Reformation evangelisch-lutherisch geprägt und nach St. Andreas (Dietenhofen) gepfarrt. Die Einwohner römisch-katholischer Konfession waren ursprünglich nach Unsere Liebe Frau (Heilsbronn) gepfarrt, seit den 1980er Jahren ist die Pfarrei St. Bonifatius (Dietenhofen) zuständig.

## Wanderwege
Durch Lentersdorf führen die Rundwanderwege Bibertrundweg und Deutschherrenweg.